# Druga Liga 1969-1970
La Druga savezna liga SFRJ 1969-1970, conosciuta semplicemente come Druga liga 1969-1970, fu la 24ª edizione della seconda divisione del campionato jugoslavo di calcio. 
Questa fu la seconda edizione impostata su quattro gironi Ovest, Nord, Sud ed Est (Zapad, Sever, Jug e Istok) senza divisioni nette fra i confini delle repubbliche.
Le prime due classificate di ogni girone (totale otto squadre) disputarono gli spareggi-promozione per due posti in Prva Liga 1970-1971.

## Provenienza
| Slovenia                           | Croazia | Bosnia Erzegovina | Serbia                                                                                           | Serbia | Serbia                                 | Montenegro                                                     | Macedonia                                                           |
| Slovenia                           | Croazia | Bosnia Erzegovina | Voivodina                                                                                        | Serbia Centrale | Kosovo                                 | Montenegro                                                     | Macedonia                                                           |
| ---------------------------------- | --- | --- | ------------------------------------------------------------------------------------------------ | --- | -------------------------------------- | -------------------------------------------------------------- | ------------------------------------------------------------------- |
| - ŽNK Lubiana - Železničar Maribor | - Belišće - Borovo - BSK Slavonski Brod - Dinamo Vinkovci - GOŠK Dubrovnik - Jedinstvo Zagabria - Karlovac - Lokomotiva Zagabria - Metalac Osijek - Metalac Zagabria - Orijent - Osijek - Rijeka - Sebenico - RNK Spalato - Trešnjevka - Varteks Varaždin - Zara | - BSK Banja Luka - Borac Banja Luka - Borac Čapljina - Borac Travnik - Bosna Sarajevo - Bosna Visoko - Famos Hrasnica - Jedinstvo Bijelo Polje - Jedinstvo Brčko - Leotar - Lokomotiva Mostar - Pofalički Sarajevo - Rudar Kakanj - Rudar Ljubija | - Bačka B. Palanka - Crvenka - Dinamo Pančevo - Novi Sad - Proleter Zrenjanin - Spartak Subotica | - Borac Čačak - Dubočica Leskovac - Metalac Valjevo - EI Mladost Niš - Napredak Kruševac - Radnički Belgrado - Radnički Pirot - Sloboda Užice - Sloga Kraljevo - Voždovački - Železničar Niš | - Buducnost Peć - Priština - FK Trepča | - Budućnost - Lovćen - Sutjeska - OFK Titograd - Tara Titograd | - Bregalnica Štip - Pobeda - Rabotnički - Teteks - Tikveš Kavadarci |

## Girone Ovest

### Profili
| Squadra             | Città         | Stadio             | Stagione 1968-69 | Stagione 1968-69 |
| Squadra             | Città         | Stadio             | Pos.             | Divisione        |
| ------------------- | ------------- | ------------------ | ---------------- | ---------------- |
| Rijeka              | Fiume         | Stadio Cantrida    | 17º              | Prva liga        |
| Orijent             | Sussak, Fiume | Stadion Krimeja    | 1º               | Druga liga Ovest |
| Borac Banja Luka    | Banja Luka    | Gradski stadion    | 2º               | Druga liga Ovest |
| Varteks Varaždin    | Varaždin      | Stadion Varteks    | 3º               | Druga liga Ovest |
| Rudar Ljubija       | Prijedor      | Gradski stadion    | 4º               | Druga liga Ovest |
| Trešnjevka          | Zagabria      | Igralište Graba    | 5º               | Druga liga Ovest |
| Šibenik             | Sebenico      | Stadion Šubićevac  | 6º               | Druga liga Ovest |
| RNK Split           | Spalato       | Park Skojevaca     | 7º               | Druga liga Ovest |
| Metalac Zagabria    | Zagabria      | Stadion Metalac    | 8º               | Druga liga Ovest |
| Lokomotiva Zagabria | Zagabria      | Stadio Maksimir    | 9º               | Druga liga Ovest |
| Zara                | Zara          | Stadion Stanovi    | 10º              | Druga liga Ovest |
| Ljubljana           | Lubiana       | Stadion ŽŠD        | 11º              | Druga liga Ovest |
| BSK Banja Luka      | Banja Luka    | Stadion Čaire      | 12º              | Druga liga Ovest |
| Železničar Maribor  | Maribor       | Športni Park Tabor | 1º               | Slovenska liga   |
| Jedinstvo Zagabria  | Zagabria      | Stadion uz Savu    | 1º               | Zagrebačka zona  |
| Karlovac            | Karlovac      | Gradski stadion    | 2º               | Zagrebačka zona  |

### Classifica
|  | Pos. | Squadra             | Pt | G  | V  | N  | P  | GF | GS | DR  |
|  | ---- | ------------------- | -- | -- | -- | -- | -- | -- | -- | --- |
|  | 1.   | Rijeka              | 53 | 30 | 24 | 5  | 1  | 74 | 11 | +63 |
|  | 2.   | Borac Banja Luka    | 47 | 30 | 20 | 7  | 3  | 82 | 29 | +54 |
|  | 3.   | Rudar Ljubija       | 38 | 30 | 14 | 10 | 6  | 38 | 22 | +16 |
|  | 4.   | Orijent             | 35 | 30 | 16 | 3  | 11 | 48 | 30 | +18 |
|  | 5.   | Karlovac            | 32 | 30 | 14 | 4  | 12 | 40 | 42 | −2  |
|  | 6.   | Jedinstvo Zagabria  | 30 | 30 | 12 | 6  | 12 | 36 | 40 | −4  |
|  | 7.   | Železničar Maribor  | 29 | 30 | 10 | 9  | 11 | 42 | 39 | +3  |
|  | 8.   | Trešnjevka          | 29 | 30 | 14 | 1  | 15 | 40 | 44 | −4  |
|  | 9.   | Metalac Zagabria    | 29 | 30 | 11 | 7  | 12 | 43 | 60 | −17 |
|  | 10.  | ŽNK Lubiana         | 28 | 30 | 13 | 2  | 15 | 47 | 54 | −7  |
|  | 11.  | Sebenico            | 27 | 30 | 12 | 3  | 15 | 40 | 41 | −1  |
|  | 12.  | RNK Spalato         | 26 | 30 | 9  | 8  | 13 | 33 | 40 | −7  |
|  | 13.  | Varteks Varaždin    | 26 | 30 | 9  | 8  | 13 | 43 | 54 | −11 |
|  | 14.  | Zara                | 24 | 30 | 8  | 8  | 14 | 39 | 51 | −12 |
|  | 15.  | BSK Banja Luka      | 20 | 30 | 6  | 8  | 16 | 22 | 58 | −36 |
|  | 16.  | Lokomotiva Zagabria | 11 | 30 | 2  | 7  | 21 | 26 | 72 | −46 |

Legenda:

      Promossa in Prva Liga 1970-1971 dopo gli spareggi.

  Partecipa agli spareggi promozione/retrocessione.

      Retrocessa in terza divisione jugoslava 1970-1971.

      Esclusa dal campionato.
Note:

Due punti a vittoria, uno a pareggio, zero a sconfitta.
In caso di arrivo di due o più squadre a pari punti, la graduatoria viene stilata secondo la differenza reti tra le squadre interessate.
| Capocannoniere |                |                  |
| Reti           | Marcatore      | Squadra          |
| 20             | Fazlić Husnija | Borac Banja Luka |

## Girone Nord

### Profili
| Squadra            | Città              | Stadio                  | Stagione 1968-69 | Stagione 1968-69 |
| Squadra            | Città              | Stadio                  | Pos.             | Divisione        |
| ------------------ | ------------------ | ----------------------- | ---------------- | ---------------- |
| Proleter           | Zrenjanin          | Stadion Karađorđev park | 18º              | Prva liga        |
| Crvenka            | Crvenka            | Stadion Crvenka         | 2º               | Druga liga Nord  |
| Osijek             | Osijek             | Igralište kraj Drave    | 3º               | Druga liga Nord  |
| Borovo             | Borovo             | Gradski stadion         | 4º               | Druga liga Nord  |
| Radnički Beograd   | Belgrado           | Igralište Viline vode   | 5º               | Druga liga Nord  |
| Jedinstvo Brčko    | Brčko              | Gradski stadion         | 6º               | Druga liga Nord  |
| Bačka B. Palanka   | Bačka Palanka      | Gradski stadion         | 7º               | Druga liga Nord  |
| Dinamo Pančevo     | Pančevo            | Gradski stadion         | 8º               | Druga liga Nord  |
| Spartak Subotica   | Subotica           | Gradski stadion         | 9º               | Druga liga Nord  |
| BSK Slavonski Brod | Slavonski Brod     | Stadion uz Savu         | 10º              | Druga liga Nord  |
| Novi Sad           | Novi Sad           | Stadion Detelinara      | 11º              | Druga liga Nord  |
| Belišće            | Belišće            | Gradski stadion         | 12º              | Druga liga Nord  |
| Dinamo Vinkovci    | Vinkovci           | Stadion Mladosti        | 13º              | Druga liga Nord  |
| Voždovački         | Voždovac, Belgrado | Stadion Voždovac        | 14º              | Druga liga Nord  |
| Metalac Osijek     | Osijek             | Športski centar Bikara  | 1º               | Slavonska zona   |
| Metalac Valjevo    | Valjevo            | Stadion Park Pećina     | 1º               | Srpska liga Nord |

### Classifica
|  | Pos. | Squadra            | Pt | G  | V  | N  | P  | GF | GS | DR  |
|  | ---- | ------------------ | -- | -- | -- | -- | -- | -- | -- | --- |
|  | 1.   | Osijek             | 42 | 30 | 17 | 8  | 5  | 60 | 21 | +39 |
|  | 2.   | Crvenka            | 42 | 30 | 16 | 10 | 4  | 52 | 24 | +18 |
|  | 3.   | Proleter Zrenjanin | 41 | 30 | 17 | 7  | 6  | 65 | 38 | +27 |
|  | 4.   | Belišće            | 32 | 30 | 12 | 8  | 10 | 42 | 43 | −1  |
|  | 5.   | Dinamo Pančevo     | 31 | 30 | 11 | 9  | 10 | 39 | 34 | +5  |
|  | 6.   | Bačka B. Palanka   | 31 | 30 | 12 | 7  | 11 | 38 | 40 | −2  |
|  | 7.   | Jedinstvo Brčko    | 30 | 30 | 11 | 8  | 11 | 30 | 28 | +2  |
|  | 8.   | Dinamo Vinkovci    | 29 | 30 | 10 | 9  | 11 | 38 | 41 | −3  |
|  | 9.   | Metalac Valjevo    | 29 | 30 | 10 | 9  | 11 | 34 | 42 | −8  |
|  | 10.  | Borovo             | 29 | 30 | 9  | 10 | 11 | 29 | 40 | −11 |
|  | 11.  | Spartak Subotica   | 27 | 30 | 7  | 13 | 10 | 31 | 31 | 0   |
|  | 12.  | Novi Sad           | 27 | 30 | 11 | 5  | 14 | 40 | 58 | −18 |
|  | 13.  | Metalac Osijek     | 26 | 30 | 10 | 6  | 14 | 34 | 47 | −13 |
|  | 14.  | BSK Slavonski Brod | 24 | 30 | 7  | 10 | 13 | 32 | 41 | −9  |
|  | 15.  | Voždovački         | 24 | 30 | 7  | 10 | 13 | 33 | 44 | −11 |
|  | 16.  | Radnički Belgrado  | 17 | 30 | 5  | 7  | 18 | 28 | 53 | −25 |

Legenda:

      Promossa in Prva Liga 1970-1971 dopo gli spareggi.

  Partecipa agli spareggi promozione/retrocessione.

      Retrocessa in terza divisione jugoslava 1970-1971.

      Esclusa dal campionato.
Note:

Due punti a vittoria, uno a pareggio, zero a sconfitta.
In caso di arrivo di due o più squadre a pari punti, la graduatoria viene stilata secondo la differenza reti tra le squadre interessate.
| Capocannoniere |                |                    |
| Reti           | Marcatore      | Squadra            |
| 21             | Olarević Žarko | Proleter Zrenjanin |

## Girone Sud

### Profili
| Squadra           | Città        | Stadio                   | Stagione 1968-69 | Stagione 1968-69        |
| Squadra           | Città        | Stadio                   | Pos.             | Divisione               |
| ----------------- | ------------ | ------------------------ | ---------------- | ----------------------- |
| Budućnost         | Titograd     | Stadion Pod Goricom      | 1º               | Druga liga Sud          |
| Sutjeska          | Nikšić       | Stadion kraj Bistrice    | 2º               | Druga liga Sud          |
| Bosna Sarajevo    | Sarajevo     | Pomoćni Stadion Koševo   | 3º               | Druga liga Sud          |
| Lovćen            | Cettigne     | Stadion Obilića Poljana  | 4º               | Druga liga Sud          |
| Pofalički         | Sarajevo     | ?                        | 5º               | Druga liga Sud          |
| Famos Hrasnica    | Hrasnica     | Stadion Famos            | 6º               | Druga liga Sud          |
| OFK Titograd      | Titograd     | Stadion Cvijetni Brijeg  | 7º               | Druga liga Sud          |
| Borac Travnik     | Travnik      | Stadion Pirota           | 8º               | Druga liga Sud          |
| Jedinstvo         | Bijelo Polje | Gradski stadion Nikoljac | 9º               | Druga liga Sud          |
| Leotar            | Trebigne     | Stadion Police           | 10º              | Druga liga Sud          |
| GOŠK Dubrovnik    | Ragusa       | Stadion Lapad            | 11º              | Druga liga Sud          |
| Rudar Kakanj      | Kakanj       | Stadion Rudara           | 12º              | Druga liga Sud          |
| Borac Čapljina    | Čapljina     | Stadion Bjelave          | 13º              | Druga liga Sud          |
| Bosna Visoko      | Visoko       | Stadion Luke             | 1º               | Sarajevsko–Zenička zona |
| Lokomotiva Mostar | Mostar       | Stadion Vrapčići         | 1º               | Hercegovačka zona       |
| Tara Titograd     | Titograd     | Stadion Zabjelo          | 1º               | Crnogorska liga         |

### Classifica
|  | Pos. | Squadra                | Pt | G  | V  | N  | P  | GF | GS | DR  |
|  | ---- | ---------------------- | -- | -- | -- | -- | -- | -- | -- | --- |
|  | 1.   | Sutjeska               | 48 | 30 | 22 | 4  | 4  | 67 | 13 | +54 |
|  | 2.   | Budućnost              | 46 | 30 | 19 | 8  | 3  | 61 | 15 | +46 |
|  | 3.   | Pofalički Sarajevo     | 35 | 30 | 14 | 7  | 3  | 40 | 23 | +17 |
|  | 4.   | GOŠK Dubrovnik         | 33 | 30 | 15 | 3  | 12 | 51 | 51 | 0   |
|  | 5.   | Rudar Kakanj           | 32 | 30 | 13 | 6  | 11 | 40 | 35 | +5  |
|  | 6.   | Lovćen                 | 29 | 30 | 10 | 9  | 11 | 33 | 33 | 0   |
|  | 7.   | OFK Titograd           | 29 | 30 | 11 | 7  | 12 | 40 | 42 | −2  |
|  | 8.   | Leotar                 | 28 | 30 | 13 | 2  | 15 | 35 | 41 | −6  |
|  | 9.   | Borac Čapljina         | 28 | 30 | 11 | 6  | 13 | 39 | 43 | −4  |
|  | 10.  | Borac Travnik          | 27 | 30 | 7  | 13 | 10 | 33 | 35 | −2  |
|  | 11.  | Bosna Visoko           | 27 | 30 | 10 | 7  | 13 | 29 | 39 | −10 |
|  | 12.  | Famos Hrasnica         | 26 | 30 | 9  | 8  | 13 | 37 | 42 | −5  |
|  | 13.  | Bosna Sarajevo         | 25 | 30 | 7  | 11 | 12 | 28 | 38 | −10 |
|  | 14.  | Jedinstvo Bijelo Polje | 23 | 30 | 8  | 7  | 15 | 34 | 51 | −17 |
|  | 15.  | Lokomotiva Mostar      | 23 | 30 | 7  | 9  | 14 | 26 | 49 | −23 |
|  | 16.  | Tara Titograd          | 21 | 30 | 8  | 5  | 17 | 32 | 85 | −53 |

Legenda:

      Promossa in Prva Liga 1970-1971 dopo gli spareggi.

  Partecipa agli spareggi promozione/retrocessione.

      Retrocessa in terza divisione jugoslava 1970-1971.

      Esclusa dal campionato.
Note:

Due punti a vittoria, uno a pareggio, zero a sconfitta.
In caso di arrivo di due o più squadre a pari punti, la graduatoria viene stilata secondo la differenza reti tra le squadre interessate.
| Capocannoniere |                  |          |
| Reti           | Marcatore        | Squadra  |
| 18             | Samatović Branko | Sutjeska |
| 18             | Tibljaš Josip    | Sutjeska |

## Girone Est

### Profili
| Squadra           | Città              | Stadio                    | Stagione 1968-69 | Stagione 1968-69 |
| Squadra           | Città              | Stadio                    | Pos.             | Divisione        |
| ----------------- | ------------------ | ------------------------- | ---------------- | ---------------- |
| FK Trepča         | Kosovska Mitrovica | Stadion Trepča            | 2º               | Druga liga Est   |
| Sloboda Užice     | Titovo Užice       | Stadion Begluk            | 3º               | Druga liga Est   |
| Priština          | Priština           | Gradski stadion           | 4º               | Druga liga Est   |
| Rabotnički        | Skopje             | Gradski stadion           | 5º               | Druga liga Est   |
| Borac Čačak       | Čačak              | Stadion kraj Morave       | 6º               | Druga liga Est   |
| Dubočica Leskovac | Leskovac           | Gradski stadion           | 7º               | Druga liga Est   |
| Napredak Kruševac | Kruševac           | Stadion Mladost           | 8º               | Druga liga Est   |
| Bregalnica Štip   | Štip               | Gradski stadion           | 9º               | Druga liga Est   |
| Sloga Kraljevo    | Kraljevo           | Gradski stadion           | 10º              | Druga liga Est   |
| Železničar Niš    | Niš                | Stadion kraj Carske pruge | 11º              | Druga liga Est   |
| Buducnost Peć     | Peć                | Gradski stadion           | 12º              | Druga liga Est   |
| Pobeda            | Prilep             | Stadion Goce Delčev       | 13º              | Druga liga Est   |
| Tikveš Kavadarci  | Kavadarci          | Gradski stadion           | 14º              | Druga liga Est   |
| EI Mladost Niš    | Niš                | ?                         | 15º              | Druga liga Est   |
| Radnički Pirot    | Pirot              | Stadion kraj Nišave       | 1º               | Srpska liga Sud  |
| Teteks            | Tetovo             | Gradski stadion           | 1º               | Makedonska liga  |

### Classifica
|  | Pos. | Squadra              | Pt | G  | V  | N  | P  | GF | GS | DR  |
|  | ---- | -------------------- | -- | -- | -- | -- | -- | -- | -- | --- |
|  | 1.   | Sloga Kraljevo       | 38 | 30 | 17 | 4  | 9  | 46 | 28 | +18 |
|  | 2.   | Borac Čačak          | 38 | 30 | 14 | 10 | 6  | 40 | 22 | +18 |
|  | 3.   | Priština             | 37 | 30 | 15 | 7  | 8  | 57 | 35 | +22 |
|  | 4.   | Sloboda Užice        | 37 | 30 | 14 | 9  | 7  | 40 | 20 | +20 |
|  | 5.   | Napredak Kruševac    | 37 | 30 | 15 | 7  | 8  | 35 | 27 | +8  |
|  | 6.   | Bregalnica Štip (−1) | 33 | 30 | 15 | 4  | 11 | 43 | 34 | +11 |
|  | 7.   | Dubočica Leskovac    | 33 | 30 | 14 | 5  | 11 | 46 | 41 | +5  |
|  | 8.   | Radnički Pirot       | 31 | 30 | 10 | 11 | 9  | 42 | 37 | +5  |
|  | 9.   | Rabotnički           | 30 | 30 | 11 | 8  | 11 | 44 | 39 | +5  |
|  | 10.  | Pobeda               | 28 | 30 | 9  | 10 | 11 | 38 | 37 | +1  |
|  | 11.  | FK Trepča            | 27 | 30 | 11 | 5  | 14 | 43 | 42 | +1  |
|  | 12.  | Železničar Niš       | 27 | 30 | 10 | 7  | 13 | 36 | 44 | −12 |
|  | 13.  | Teteks               | 25 | 30 | 10 | 5  | 15 | 34 | 57 | −23 |
|  | 14.  | Buducnost Peć        | 21 | 30 | 8  | 5  | 17 | 27 | 46 | −19 |
|  | 15.  | EI Mladost Niš       | 20 | 30 | 5  | 10 | 15 | 22 | 48 | −26 |
|  | 16.  | Tikveš Kavadarci     | 16 | 30 | 6  | 4  | 20 | 27 | 63 | −36 |

Legenda:

      Promossa in Prva Liga 1970-1971 dopo gli spareggi.

  Partecipa agli spareggi promozione/retrocessione.

      Retrocessa in terza divisione jugoslava 1970-1971.

      Esclusa dal campionato.
Note:

Due punti a vittoria, uno a pareggio, zero a sconfitta.
In caso di arrivo di due o più squadre a pari punti, la graduatoria viene stilata secondo la differenza reti tra le squadre interessate.
| Capocannoniere |              |          |
| Reti           | Marcatore    | Squadra  |
| 24             | Šujica Dušan | Priština |

## Spareggi promozione
Otto squadre (le prime due classificate di ognuno dei quattro gironi) vengono divise in due gruppi col compito di disputare due turni ad eliminazione diretta con gare ad andata e ritorno. Le due vincitrici vengono promosse nella massima divisione.
| Girone | 1ª classificata | 2ª classificata  |
| ------ | --------------- | ---------------- |
| Ovest  | Rijeka          | Borac Banja Luka |
| Nord   | Osijek          | Crvenka          |
| Sud    | Sutjeska        | Budućnost        |
| Est    | Sloga Kraljevo  | Borac Čačak      |

| Squadra 1        | Totale        | Squadra 2        | Andata | Ritorno |
| ---------------- | ------------- | ---------------- | ------ | ------- |
| PRIMO GRUPPO     |               |                  |        |         |
| Semifinali       |               |                  |        |         |
| Rijeka           | 2−2 (5-6 dtr) | Crvenka          | 0−0    | 2−2     |
| Sloga Kraljevo   | 2−2 (4-3 dtr) | Budućnost        | 2−0    | 0−2     |
| Finale           |               |                  |        |         |
| Crvenka          | 4−3           | Sloga Kraljevo   | 3−0    | 1−3     |
| SECONDO GRUPPO   |               |                  |        |         |
| Semifinali       |               |                  |        |         |
| Osijek           | 2−3           | Borac Banja Luka | 1−1    | 1−2     |
| Sutjeska         | 1−2           | Borac Čačak      | 1−0    | 0−2     |
| Finale           |               |                  |        |         |
| Borac Banja Luka | 2−0           | Borac Čačak      | 1−0    | 1−0     |

- Crvenka e Borac Banja Luka promosse in Prva Liga 1970-1971.[4]